# Kaznac
Kaznac, en  cirílico serbio казнац,  era un título judicial del empleado estatal en la Bosnia y Serbia  medieval que estaba a cargo del tesoro en el territorio bajo su jurisdicción - kaznačina (казначина). El nombre del título se deriva de la palabra  serbocroata kazna (multa, penalidad o sanción). El kaznac era un servicio de impuestos financieros, traducido al latín camerarius, que a su vez se traduce como chambelán.
En las crisobolas de Dečani, el rey Esteban Uroš III Dečanski (r. 1321-1331) mencionó que los dignatarios de la corte presentes en la asamblea de Dečani eran los kaznac, tepčija, vojvoda, sluga y stavilac.

El título de veliki kaznac (велики казнац, "grand kaznac") se transformó más tarde en Protovestiarios.

## Lista de titulares

### Serbia
- Vlado , servido entre 1274 y 1279
- Prvoslav Radojević ( fl. 1280), sirvió a Helena de Anjou.[4]
- Mrnjan (fl. 1288), sirvió a Helen de Anjou en la corte de Trebinje .
- Miroslav (fl. 1306), convicto , sirvió a Stefan Milutin.
- Jovan Dragoslav (fl. 1300-15), convicto (1300), entonces gran convicto (1315), sirvió a Stefan Milutin.
- Dmitar , sirvió a Stefan Milutin y Stefan Dečanski (r. 1321–31)[6]
- Baldovin (fl. 1325–33), sirvió a Stefan Dečanski (r. 1321–31)
- Gradislav Borilović , servido por Esteban Dušan.
- Pribac , sirvió a Esteban Dušan (r. 1331–55).
- Bogdan (fl. 1363), penitenciario al servicio del emperador  Uroš V
- Tolislav